# Швецов, Владимир Леонтьевич
Владимир Леонтьевич Швецов (род. 23 февраля 1957, Череповец, Вологодская область) — советский хоккеист, нападающий. Мастер спорта СССР. Детский тренер.

## Биография
Начал заниматься хоккеем в 12 лет в Череповце, первый тренер Владимир Михайлович Москвитин. Начинал играть во второй лиге за «Металлург» Череповец. В сезонах 1975/76 — 1976/77 — в составе «Крыльев Советов», провёл четыре матча в чемпионате в сезоне 1976/77. После сезона в «Металлурге» играл в «Соколе» Киев (1978/79 — 1979/800 и «Торпедо» Тольятти (1980/81 — 1985/86). Оставшись в Тольятти, стал работать детским тренером. С 26 сентября 2014 по 14 декабря 2015 — главный тренер команды МХЛ «Ладья». Среди воспитанников — Денис Гурьянов.
Чемпион мира среди молодёжных команд 1977.
Сын Владимир (род. 1980) в детстве играл в хоккей, затем тренер.